# 배영초등학교 (경남)
배영초등학교는 대한민국 경상남도 진주시 신안동에 있는 공립 초등학교이다.

## 학교 연혁
- 1908년 1월 29일 진주공립심상소학교로 개교
- 1945년 10월 30일 진주공립국민학교로 재개교
- 1946년 6월 1일 배영국민학교로 개명
- 1998년 9월 1일 신설학교로 이전 (신안동)
- 2002년 3월 1일 38학급 편성(신진초등학교 35학급 분리)
- 2014년 12월 전국 100대 교육과정 우수학교 선정

## 구 본관
배영초등학교 본관은 진주공립심상소학교 교사로, 전체적으로 중앙 현관을 기점으로 대칭을 이루고 있고 처마 지붕 아래 돌림띠의 수평적 요소와 세로로 긴 창과 굴뚝의 수직적 요소를 통해 근대적 조형성을 표현하고 있는 등 진주에 남아있는 가장 오래된 초등학교교사 건물로써 가치가 있다. 2013년 12월 20일 대한민국의 등록문화재 제582호로 지정되었다.

## 참고 자료
- 배영초등학교 - 한국교육학술정보원 학교알리미